# Vittoria Risi
Tiziana Zennaro, conocida por nombre artístico Vittoria Risi, (Pellestrina, 3 de noviembre de 1978) es una actriz pornográfica y personalidad de la televisión italiana. 

## Biografía

### Primeros años
Nacida en Pellestrina, Venecia, obtuvo un diploma de la escuela secundaria en una institución de arte de su ciudad natal y perfeccionó sus estudios en la Academia de Bellas Artes. Luego trabajó durante varios años como agente inmobiliaria en Venecia. Era la compañera de Vittorio Sgarbi, un famoso crítico de arte, personalidad de la televisión y político italiano.
Con el tiempo, decidió tomar otra carrera artística diferente a la pintura y así fue como Vittoria se convirtió en actriz pornográfica.

### Carrera en el cine para adultos
En el 2006 se inició en la industria pornográfica poniéndose en contacto con las personas encargadas del sitio web deltadivenere.com y expresó su interés en trabajar en este ámbito. Tras su participación en el evento MIsex del 2007, Vittoria  firmó un contrato exclusivo con Mgr Communications, una empresa líder en la producción en el sector del cine para adultos, distribuidos en Italia por Topline Video. Su debut en el cine fue en la película Barcelona en el amor, lanzada en febrero de 2008; la segunda película fue Mis historias íntimas lanzada en junio de 2008; la tercera película fue el Placer del pecado, en septiembre de 2008. 
Su nombre artístico iba a ser Vittoria Guidi, apellido muy común en Venecia; sin embargo, debido a su conocimiento del mundo de la pintura decidió cambiarlo por el actual, para evitar malentendidos con el nombre del pintor italiano Virgilio Guidi.
En junio de 2008 participó como actriz y protagonista en el docudrama Ciak, si giri!,  una creación de Serena Brown y Lillo Iacolino producido por Sky Italia y transmitido por Sky Channel FX, donde se enseña el «backstage» de las películas pornográficas en Europa.

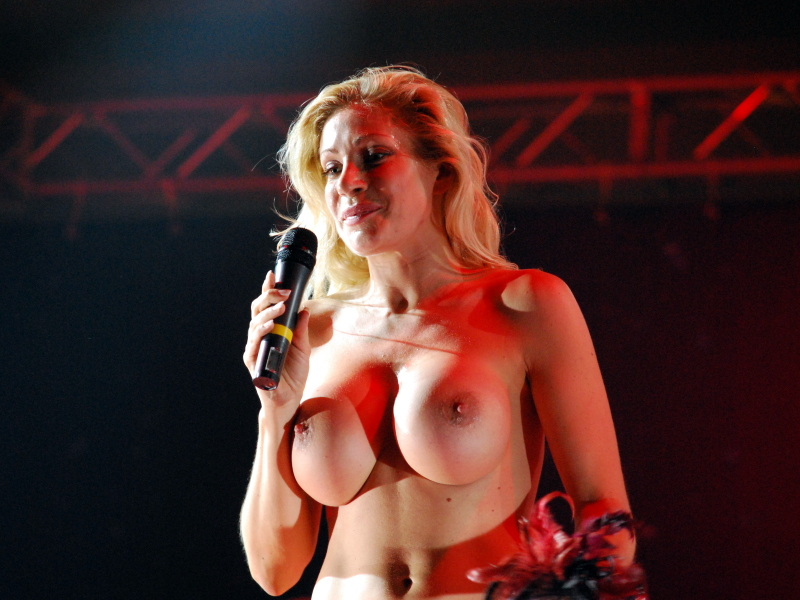
Vittoria Risi at Erotica Tour 2009

En 2010 interpretó a la legendaria actriz pornográfica Moana Pozzi en la película I segreti di Moana por Riccardo Schicchi y, en 2013, hizo su debut en el mercado pornográfico estadounidense, en la película porno Gape in Italy de Omar Galanti, para la productora Evil Angel.

### Arte, televisión y eventos
En febrero de 2009, fue la madrina de la feria del Gusto y del Sabor del Carnaval de Venecia, desfilando en el Gran Canal e interpretando a la poetisa y cortesana veneciana Verónica Franco. En la edición de marzo del mismo año, apareció en la portada de la revista Bikers Life.
En agosto de 2010 fue nombrada superintendente de los Museos Estatales de Venecia por Vittorio Sgarbi. Un año más tarde, en 2011, participó en la 54.ª edición de la Bienal de Venecia posando desnuda en la instalación de Gaetano Pesce; el trabajo fue parte del Pabellón de Italia dirigida por Vittorio Sgarbi.
Participa y forma parte del programa de televisión Artú como Iris y en el programa de cámara oculta erótica Sexy Angels de Comedy Central. Es una gran aficionada de la Juventus de Turín; por su afición a este equipo prometió un desnudo si ganaba la Liga de Campeones de Europa.

## Premios
- Venus Award 2010 - Mejor actriz revelación (Europa)

## Filmografía
- 2007 Fantasie anali #2 (con el nombre Vittoria Guidi)
- 2008 Barcelona in love
- 2008 Il piacere del peccato
- 2008 Le mie storie intime
- 2009 Agente 0024 James Bondage - Operazione Fetish
- 2009 Anal photoset
- 2009 Il Diavolo sveste Praga
- 2009 Il vampiro e le succhione
- 2009 Porno truffa sul web
- 2009 Romanzo sexy - "Da tronista a trombista"
- 2010 Dott. Max - Star & Starlette
- 2010 I segreti di Moana
- 2010 La natura delle donne
- 2010 Women - Confessioni perverse
- 2010 Zorra - La donna che voleva Escobar
- 2010 Casino '45
- 2011 Lo voglio nero e grosso
- 2012 Glamour dolls #8
- 2012 Hot therapy - Calde terapie sessuali
- 2012 Sex fashion
- 2012 Signore Insaziabili
- 2012 Una vita in vendita (película de tres partes)
- 2013 Ass fucked by a black guy
- 2013 Cayenne loves Rocco
- 2013 Gape in Italy
- 2013 Relazioni Segrete
- 2013 Rocco's Psycho Teens #6
- 2014 Infinito desiderio anale
- 2014 La dea del piacere
- 2014 La S.P.A. del piacere Anale
- 2015 Inconfessabili desideri
- 2015 Nel mio caldo letto tutto si può
- 2016 Italian she male #43
- 2016 Italian she male #44
- 2016 Hardcore anal hotties #2
- 2017 Rocco's Best MILFs (editar película)
- 2017 La Dolce Vita anale

## Presentaciones en televisión
- Ciak, si giri! (Comedy Central) (2008)
- Artù (RAI) (2009)
- Iride (La 7) (2009)
- Sugo (RAI) (2009)
- Le Iene (Italia 1) (2010)
- Chiambretti Night (Italia 1) (2010)
- Ciao Darwin (Canale 5) (2011)
- Le Iene (Canale 5) (2011)
- Matrix (Canale 5) (2011)
- Niente di personale (La 7) (2011)
- Crash (RAI) (2011)
- Stracult (RAI) (2012)
- Sexy Angels (Comedy Central) (2012)
- Sex Educational Show (Comedy Central) (2012)
- Aggratis (RAI) (2013)